# 딕티오파이리아과
딕티오파이리아과 또는 공말과(Dictyosphaeriaceae)는 트레보욱시아강에 속하는 녹조류과의 하나이다. 2속 4종으로 이루어져 있다.

## 하위 속
- 포도송이말속 (Botryococcus) - 현재 포도송이말과로 분류
- 닥킬로스파이리움속 (Dactylosphaerium) - 3종
- 공말속 (Dictyosphaeria) - 현재 대롱말과로 분류
- 디모르포코콥시스속 (Dimorphococcopsis) - 유일종 D. fritschii
- Gilbertsmithia - 현재 뗏목말과로 분류
- Westella - 현재 뗏목말과로 분류